# Гросвелька

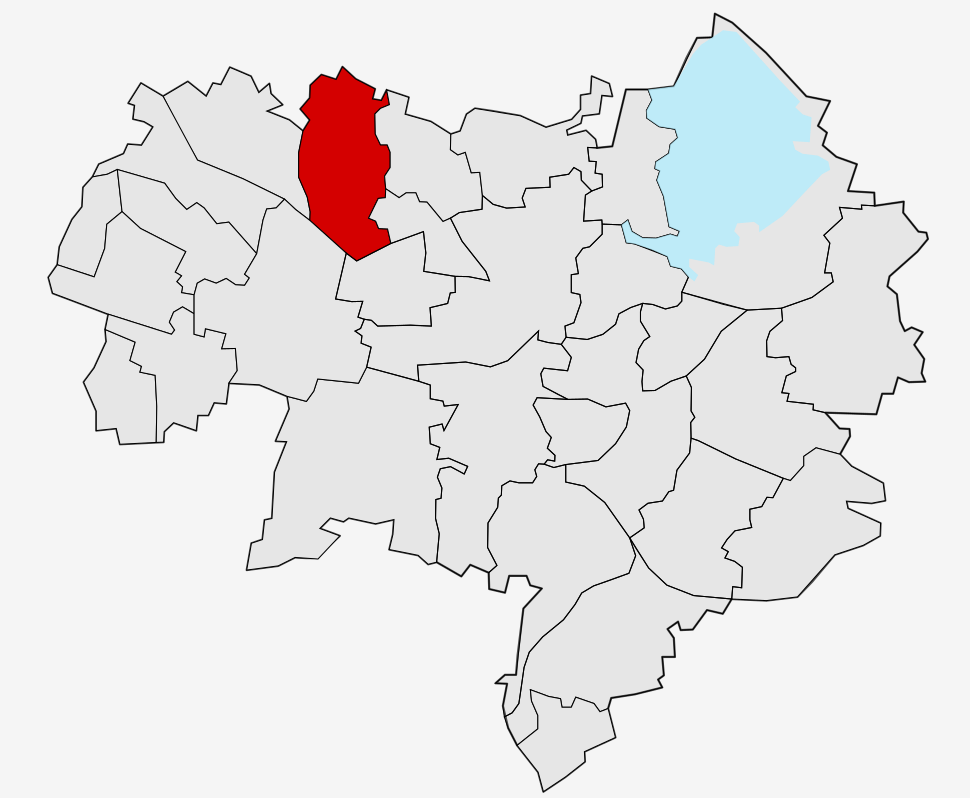
Гросвелька на городской карте Баутцена

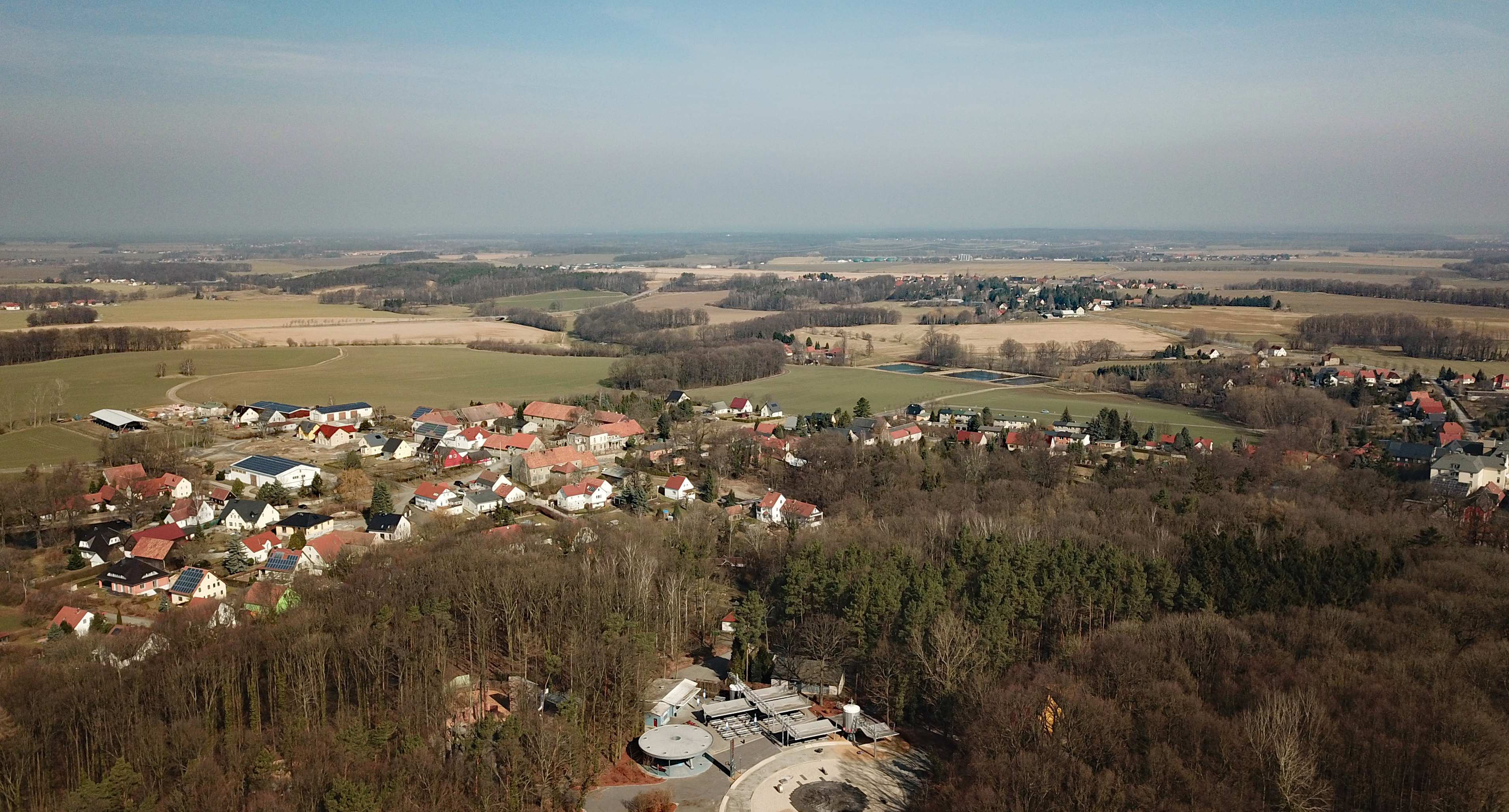

Гро́свелька или Ву́льки-Ве́льков (нем. Großwelka; в.-луж. Wulki Wjelkowо файле) — сельский населённый пункт в Верхней Лужице, входящий с 1999 года в городские границы Баутцена, Германия. Район Баутцена.

## География
Находится в четырёх километрах на северо-запад от исторического центра Баутцена. На юге от деревни расположен холм Вивальце (нем. Wiwalze, в.-луж. Wiwalca) высотой 250 метров. На юго-востоке от деревни находится Парк динозавров.
Соседние населённые пункты: на севере — деревня Хельно коммуны Радибор, на востоке непосредственно граничит с деревней Малы-Вельков (в городских границах Баутцена), на юго-востоке — деревни Зайдов и Чемерцы (в городских границах Баутцена), на юго-западе — деревня Слона-Боршч (городские границы Баутцена) и на западе — деревня Смохчицы (городские границы Баутцена).

## История
Впервые упоминается в 1416 году под наименованием «großin Welkaw». В 1225 году в исторических хрониках упоминается некий Эверхард из Вильхова («Everhardus de Wilchow»). До 1936 года деревня была центром одноимённой коммуны, потом вошла в коммуну Клайнвелька и в 1999 году вошла в городские границы Баутцена.
В настоящее время деревня входит в состав культурно-территориальной автономии «Лужицкая поселенческая область», на территории которой действуют законодательные акты земель Саксонии и Бранденбурга, содействующие сохранению лужицких языков и культуры лужичан.
Исторические немецкие наименования
- großin Welkaw, 1416
- Welkaw pentz, 1419
- Welko, Welkow, 1428
- Welkaw, 1430
- Welkow, 1519
- Gros Welkcko, 1537
- Welcko maior, Großwelcko, 1569
- Groß Welcka, 1658

## Население
Официальным языком в населённом пункте, помимо немецкого, является также верхнелужицкий язык.
Согласно статистическому сочинению «Dodawki k statisticy a etnografiji łužickich Serbow» Арношта Муки в 1884 году в деревне проживало 204 человека (из них — 165 лужичанина (81 %)).
Лужицкий демограф Арношт Черник в своём сочинении «Die Entwicklung der sorbischen Bevölkerung» указывает, что в 1956 году в двух деревнях Вульки-Вельков и Малы-Вельков общей численности в 1851 человека лужичане составляли 31,1 % от общего числа жителей двух населённых пунктов (из них 443 взрослых владели активно верхнелужицким языком, 30 взрослых — пассивно; 102 несовершеннолетних свободно владели языком).
| 1834 | 1871 | 1890 | 1910 | 1925 | 2020 |
| ---- | ---- | ---- | ---- | ---- | ---- |
| 217  | 225  | 212  | 194  | 215  | 215  |

## Достопримечательности
- Парк динозавров

Культурные памятники федеральной земли Саксония
Всего в населённом пункте шесть объектов, относящихся к памятникам культуры и истории.
| № | Объект                                                                                  | Немецкое наименование                                                                              | Датировка                | Месторасположение              | Номер объекта в реестре | Фото |
| - | --------------------------------------------------------------------------------------- | -------------------------------------------------------------------------------------------------- | ------------------------ | ------------------------------ | ----------------------- | ---- |
| 1 | Жилой дом с хозяйственными постройками (конюшня, сарай) и оригинальным каменным забором | Wohnstallhaus (mit Oberlaube) und Scheune eines Zweiseithofes sowie Einfriedung mit Granitpfeilern | Первая половина XIX века | Anger 22                       | 09253081                |      |
| 2 | Родник с четырьмя гранитными скамьями и гранитным столом                                | Wilhelmsquelle: Granitgefasste Quelle, mit vier Granitbänken und Granittisch                       | Около 1845 года          | На территории парка динозавров | 09253076                |      |
| 3 | Каменная стена бывшей усадьбы                                                           | Alle Einfriedungsteile (Mauern) des ehemaligen Rittergutes                                         | Первая половина XIX века | Großwelkaer Straße             | 09253080                |      |
| 4 | Боковое здание бывшей усадьбы с беседкой                                                | Seitengebäude mit Oberlaube                                                                        | Около 1800 года          | Großwelkaer Straße 21          | 09253077                |      |
| 5 | Жилой дом                                                                               | Wohnstallhaus                                                                                      | Около 1800 года          | Großwelkaer Straße 25          | 09253078                |      |
| 6 | Жилой дом                                                                               | Wohnstallhaus                                                                                      | Около 1800 года          | Großwelkaer Straße 29          | 09253079                |      |